# Soprastampa ferro di cavallo
Il Ferro di cavallo è un francobollo italiano sovrastampato dal Regno d'Italia nel 1865.

## Notizie storiche

### La prima soprastampa italiana
Il “Ferro di cavallo” deriva il suo nome dalla soprastampa apposta sui precedenti valori da 15 centesimi per aumentarne il valore postale a 20 centesimi, come prescritto nell'art. 5 della Legge 24 novembre 1864 nº 2006. La decisione, approvata in Parlamento nell'ottobre 1864, colse di sorpresa la stessa Amministrazione postale, che continuava ad ordinare all'Officina De La Rue di Londra la stampa del 15 centesimi, in base alle vecchie tariffe. 
La fornitura era arrivata ad almeno 60 milioni di esemplari del 15 centesimi. Per ovviare all'aumento tariffario, risparmiando inchiostro e carta e per dare tempo di coniare un nuovo valore da 20 centesimi, si decise di correggerne l'importo soprastampando la vecchia tariffa con una banda nera a forma di ferro di cavallo. Ai quattro angoli del francobollo venne invece soprastampata la tariffa nuova di 20 centesimi. Nel frattempo si andava studiando quello che sarà poi il "Vittorio Riquadrato", ossia il nuovo valore da 20 c. del 1867. L'aumento tariffario era stato voluto dal governo italiano per far fronte alla guerra che si andava ad affrontare nel tentativo di annettere anche il Veneto al Regno d'Italia. Si decise pertanto un aumento delle tariffe postali con un provvedimento che doveva essere provvisorio, ma poi la legge non fu più abrogata e divenne definitivo.

### I punti anti-contraffazione
Nel marzo del 1864 il conio dell'officina di stampa si era incrinato e quindi in aprile venne sostituito con uno nuovo al quale vennero aggiunti 4 punti nell'ovale della leggenda, due per lato, ad incastrare la rosetta. Questa variazione voleva servire ad individuare eventuali falsificazioni. Non è però nota la ragione per la quale, nel luglio, venne nuovamente cambiato il conio, aggiungendo altri 8 punti sui laterali del fregio. In questo modo vennero create tre varietà: senza punti, 4 punti e 12 punti; quella a 4 punti, dato il breve periodo di uso del conio, è senza dubbio la più rara e dunque la più ambita dai collezionisti dei francobolli del regno d'Italia. L'11 marzo 1867 il “Ferro di cavallo”, con Regio Decreto, venne messo definitivamente fuori uso e le amministrazioni postali vennero invitate a restituirne le scorte entro il mese di luglio. I valori rimasero quindi in uso per soli tre anni; essendo però la tariffa da 20 centesimi assai comune, i francobolli usati valgono ora dai 10 ai 40 euro. La vera rarità è costituita dagli esemplari nuovi e perfettamente integri, ovvero senza linguella, del "4 punti", arrivati nel 2007 alla quotazione di euro 27.750.